# 멘토르

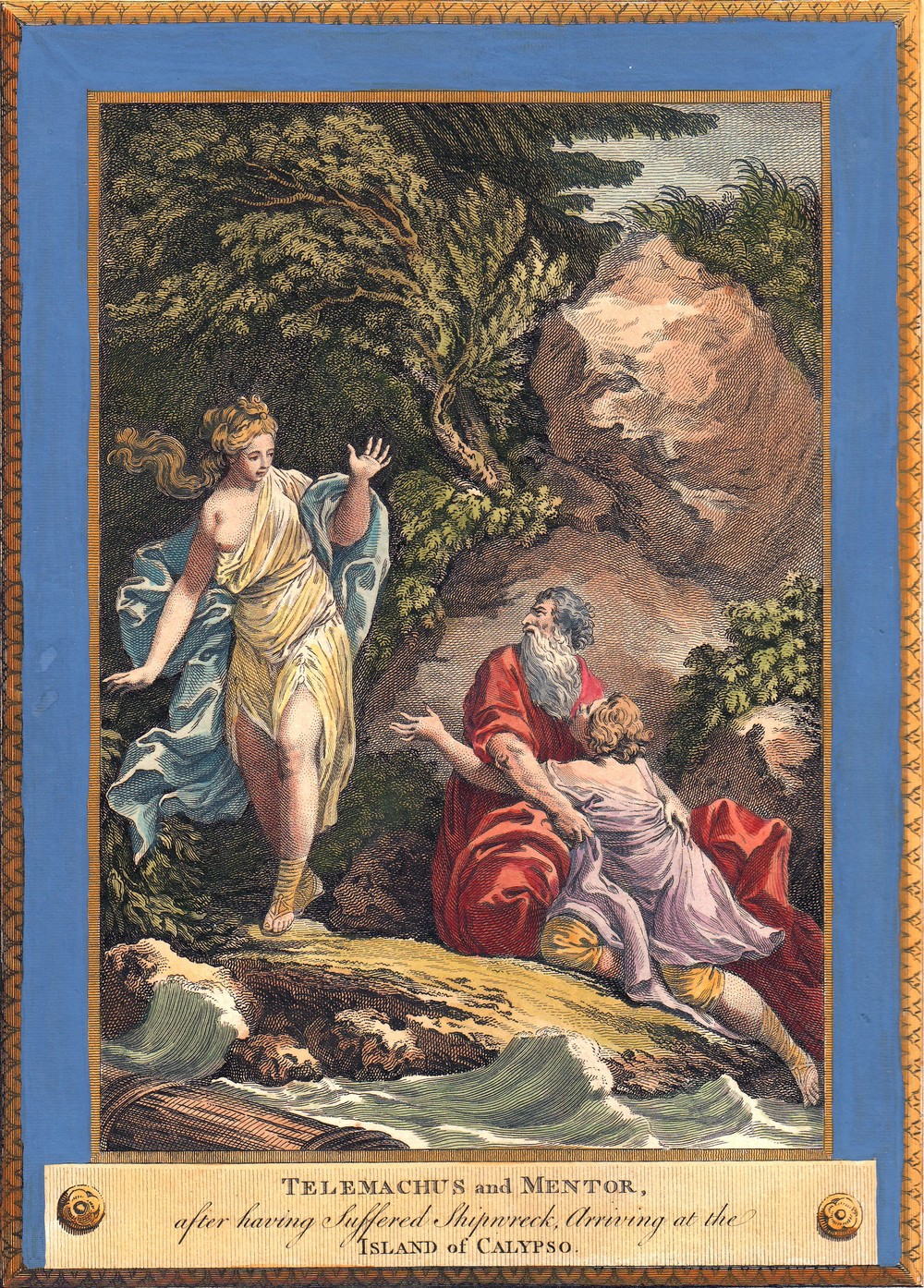

멘토르(그리스어: Μέντωρ)는 그리스 신화에 나오는 인물로 알코코스의 아들로 이타카의 오디세우스의 절친한 친구이다. 교육학에서 1:1 교육을 뜻하는 멘토링(Mentoring)은 바로 이 멘토르의 이름에서 비롯되었다. 스승, 조언자를 뜻하는 멘토는 멘토르의 이름에서 비롯되었다.

## 그리스 신화
오디세우스는 트로이아 전쟁에 참가하면서 멘토르에게 어린 아들 텔레마코스와 아내 페넬로페, 그리고 오디세우스의 집안의 가사일을 맡기고 떠났다. 그러나 오디세우스가 전쟁이 끝남에도 돌아오지 않자 페넬로페와 결혼하겠다는 구혼자들이 나와서 오디세우스의 재산을 탕진하고 아들과 아내를 괴롭히게 되었다. 그러나 아들 텔레마코스는 나이가 어리고 경험이 없어 이들을 제압하지 못했다.
오디세우스를 항상 좋아했던 아테나여신은 멘토르의 모습으로 변신하고서 텔레마코스에게 당당하게 구혼자들의 횡포에 맞설 것을 주문하고 아버지의 소식을 알게 되기 위해 먼 곳으로 항해하여 떠나라고 충고하고 도움을 준다.
아테나 여신은 오디세우스가 고향 이타카로 돌아왔을 때도 멘토르의 모습으로 변하여 구혼자들을 처치하는데 일조한다.
어린 아들 텔레마코스를 돕는 경험 많고 나이많은 노인 멘토르의 모습에서 바로 멘토링이란 교육기법의 이름이 창안되었다.

## 같이 보기
- 멘토링